# Pagode Russo
Pagode Russo é uma famosa canção de autoria de Luiz Gonzaga e João Silva, composta originalmente em 1946. Sua letra homenageia os Cossacos e brinca com o ritmo russo do Trepak no compasso de um baião.
Em 1984, a canção estourou no Brasil após ser regravada no álbum Danado de Bom. Desde então, ela já foi regravada por inúmeros artistas, entre eles Zeca Baleiro, Lenine, Mastruz com Leite, entre outros.
Segundo o ECAD, é uma das músicas mais tocadas em festas juninas, tendo sido a mais tocada do ano de 2010. Ainda segundo esse mesmo órgão, a música figura na 5a posição do ranking das músicas de autoria de Luiz Gonzaga mais tocadas no período de 2016 a 2020 nos principais segmentos de execução pública.